# Озерянський загальнозоологічний заказник
Озеря́нський зака́зник — загальнозоологічний заказник місцевого значення в Україні. Розташований у межах Чортківського району Тернопільської області, в тому числі у кв. 75-84 Улашківського лісництва, кв. 8 Колиндянянського лісництва державного підприємства «Чортківлісгосп» (лісового урочища «Галілея Голубицька», «Констанція», «Липник»). 
Площа — 4184 га. Створений відповідно до рішення виконкому Тернопільської обласної ради № 198 від 30 червня 1986 року. Перебуває у віданні Борщівської міської громади (територія колишньої Озерянської (2593 га) і Пилатківської (1200 га) сільських рад), державного підприємства «Чортківлісгосп» (391 га). Рішенням Тернопільської обласної ради № 15 від 22 липня 1998 року мисливські угіддя надані у користування державному підприємству «Чортківлісгосп» як постійно діюча ділянка з охорони, збереження та відтворення мисливської фауни.

### Території природно-заповідного фонду у складі ЗК «Озерянський»
До складу території заказника «Озерянський» входять такі об'єкти ПЗФ України:
- Пам'ятка природи місцевого значення «Пилатківське джерело», гідрологічна
- Пам'ятка природи місцевого значення «Борухівські озерця», гідрологічна
- Пам'ятка природи місцевого значення «Горіх чорний (ділянка № 5)», ботанічна
- Пам'ятка природи місцевого значення «Констанційський дуб», ботанічна
- Пам'ятка природи місцевого значення «Констанцівська карія біла», ботанічна

## Тваринний світ
Під охороною — численна мисливська фауна: заєць сірий і куріпка сіра, лисиця руда, сарна європейська та вивірка лісова, куниця лісова, свиня дика — цінні мисливські види, й ряд інших тварин.